# نیمیریتسه
نیمیریتسه (به چکی: Niměřice) یک منطقهٔ مسکونی در جمهوری چک است که در ناحیه ملادا بولسلاو واقع شده‌است.